# Roca Pertusa
L'acròpoli de Roca Pertusa és un antic centre religiós dels celtes. És a prop de la ciutat de Velaurs, al nord de Marsella i oest d'Ais de Provença, a la Provença-Alps-Costa Blava, una regió sota l'estat francés. A Roca Pertusa no hi havia cap edifici per albergar els fidels i era utilitzat com a santuari, on sols els sacerdots i les seues famílies residien. Fou destruït pels romans al 124 ae, i descobert per casualitat el 1860. La majoria de les excavacions s'hi efectuaren al 1923 per Henri de Gérin-Ricard

## Troballes

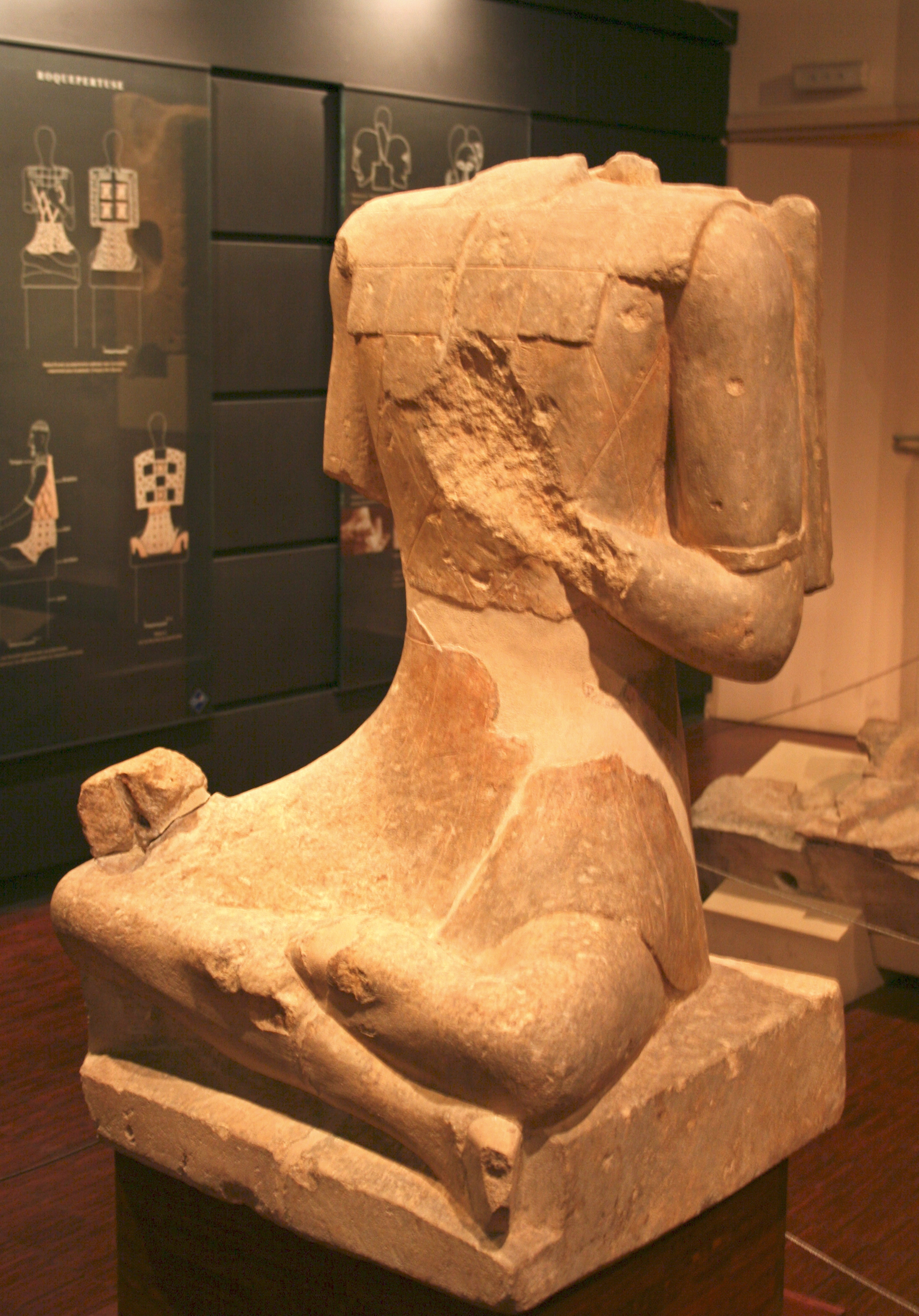
Guerrero assegut de Roca Pertusa

Oficialment, les troballes han estat datades del s. III aC. Aquesta edat ha estat establerta basant-se en l'expansió celta a l'àrea. La roba, però, i formes de les estàtues del jaciment suggereixen els s. VI o V ae. Aquestes estàtues destaquen per la posició asseguda, amb les cames encreuades de la mateixa manera que les estàtues tradicionals de Buda. Tant aquestes com el mateix santuari en pedra denoten la influència de l'art grec de la propera Massàlia (l'actual Marsella), una colònia hel·lena, ja que tant les cases com els temples celtes solien ser en fusta i a penes n'han deixat rastre.
Consta d'una plataforma de 50 m per 22 m pavimentada amb pedres planes que inclouen un parell de làpides reutilitzades, dividida al mig per una escala feta de carreus. Les parets a esquerra i dreta de l'escala formen una terrassa, probablement una de les diverses que originàriament enclouria el conjunt.
A la plataforma hi havia un portal, marc, o pòrtic amb pilars, de calcària. Aquests pilars tenen cavitats amb màscares de pedra, així com cranis humans autèntics, encastats. La llinda té tallats quatre caps de cavalls, i decoració pintada. A la part superior de la llinda s'alça una estàtua de calcària d'un ocell de 60 cm x 60 cm que es creia que seria una oca, però ara es pensa que probablement és una rapaç, una escultura de cap doble en calcària (0,2 m d'alt per 30 cm llarg) i dues estàtues sedents amb les cames encreuades a l'estil Buda (0,62 m alt).
Les primeres interpretacions arqueològiques el consideraren un santuari aïllat. Les troballes posteriors, de diversos estudis multidisciplinaris, suggereixen que es tractaria d'un conjunt d'aproximadament 0,5 hectàrees amb un santuari al nord, així com un baluard de protecció.
El lloc és important perquè proporciona evidència del culte celta "als caps" descrit en els relats grecs i romans.
El jaciment és a prop d'un altre santuari celtoromà a Entremont, que mostrava una decoració semblant d'estàtues de caps humans i equines, així com nínxols per encastar cranis als pilars. També se'n veuen l'Oppidum d'altres jaciments arqueològics propers d'aproximadament el mateix període històric.

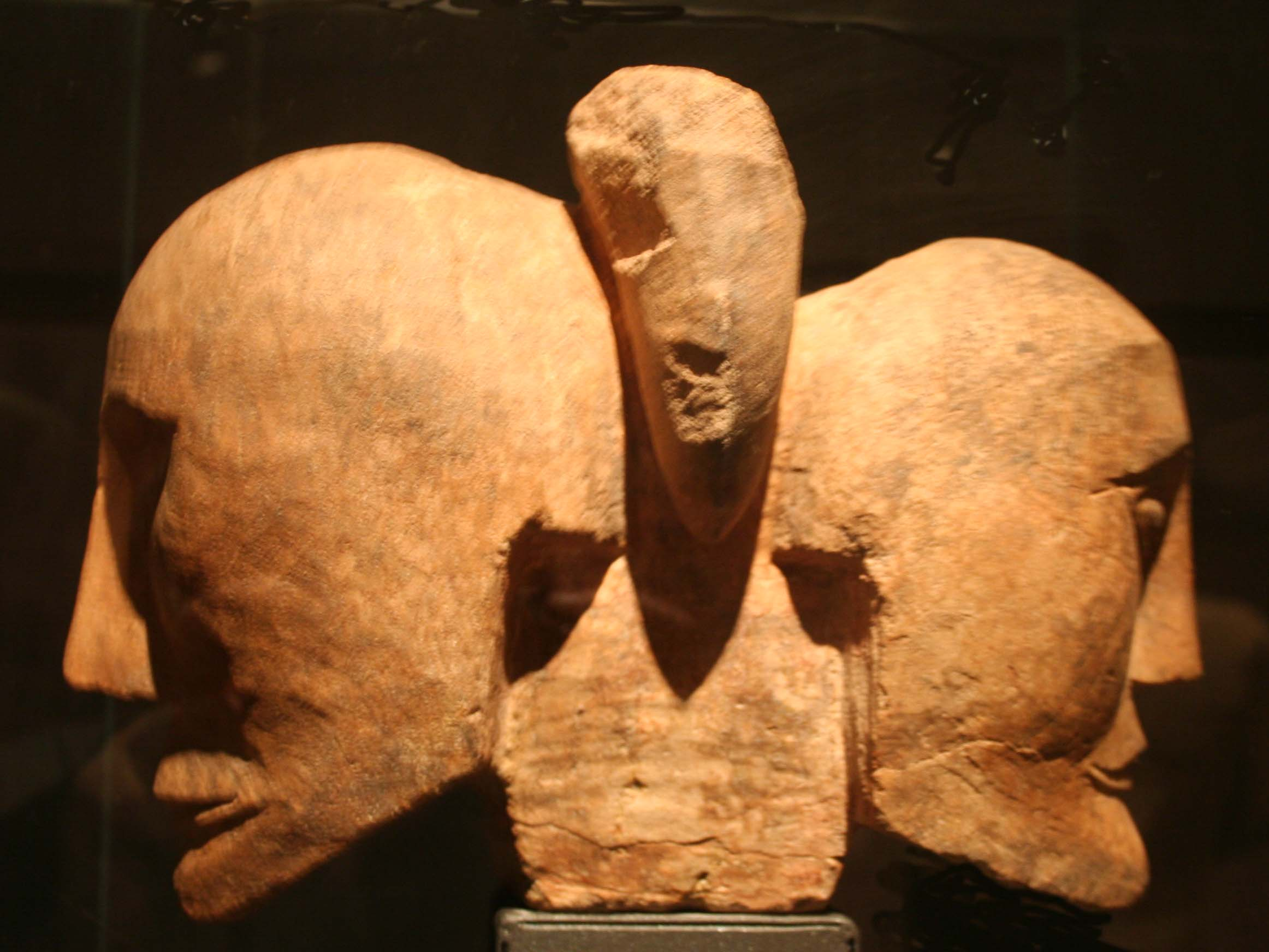
El cap doble de Roca Pertusa